# Spiess Glacier
Spiess Glacier är en glaciär i Antarktis. Den ligger i Västantarktis. Argentina, Chile och Storbritannien gör anspråk på området. Spiess Glacier ligger 555 meter över havet.
Terrängen runt Spiess Glacier är kuperad norrut, men söderut är den platt. Trakten är obefolkad. Det finns inga samhällen i närheten.